# 130 (getal)
130 is het natuurlijke getal volgend op 129 en voorafgaand aan 131.

## In de wiskunde
Honderddertig is:
- een Sphenisch getal
- het enige gehele getal dat de uitkomst is van zijn eerste vier delers in het kwadraat, dus 1² +2² +5² +10² = 130

## Overig
Honderddertig is ook:
- het jaar A.D. 130.
- het jaar 130 v.Chr.
- Een waarde uit de E-reeks E24, E96 en E192